# Navantia

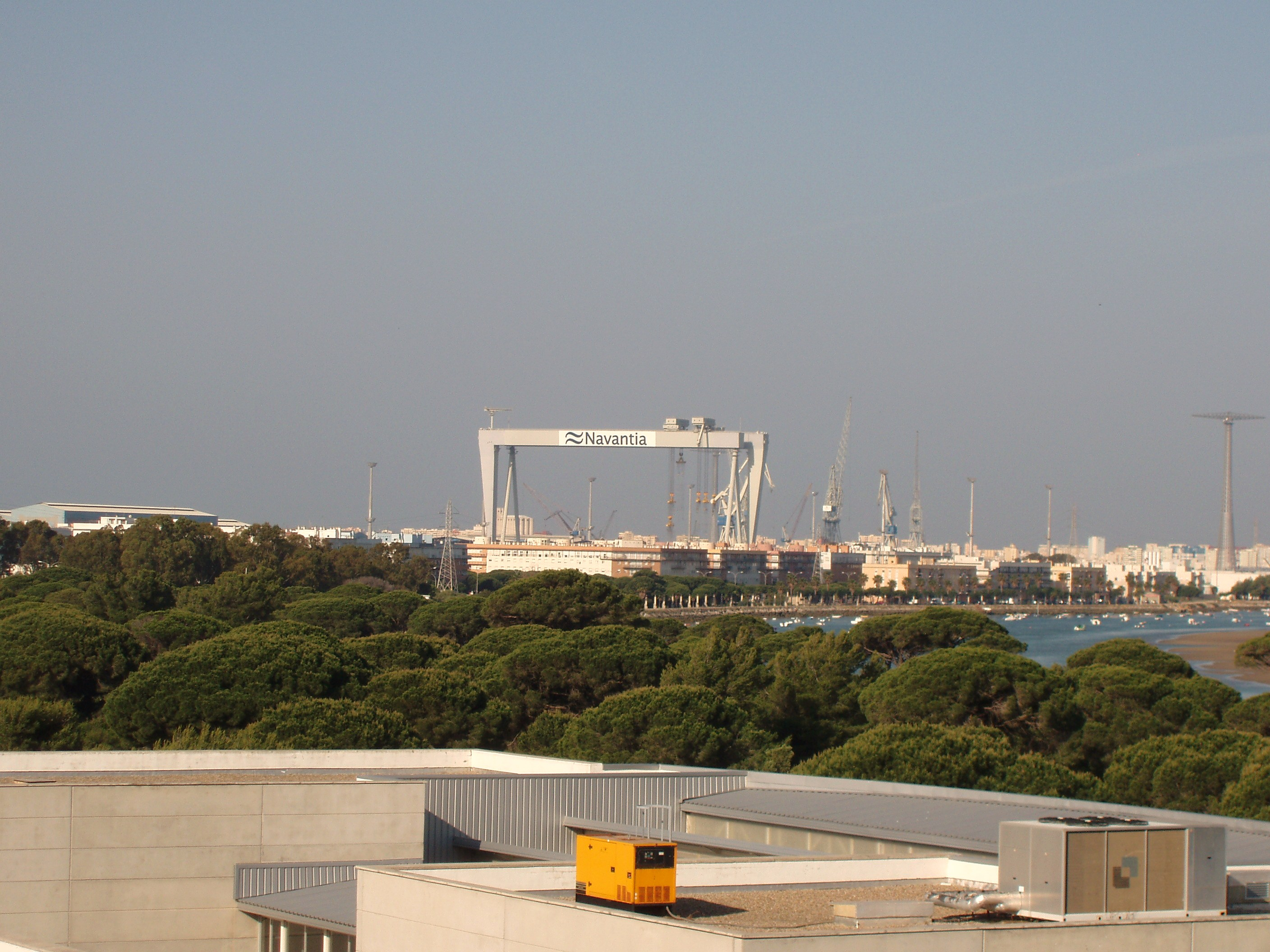
Loděnice Navantia v Cádizu

Navantia (dříve Bazán či IZAR) je španělská loďařská firma, s více než 250letou tradicí, pracující jak pro vojenský, tak civilní sektor. Loděnice vyvíjí vlastní typy válečných lodí, zajišťuje jejich opravu, údržbu či integraci moderních zbraňových systémů. Navantia produkuje vlastní plavidla od hlídkových lodí, před ponorky a fregaty až po letadlové lodě. Společnosti patří tři hlavní loděnice ve Ferrolu, Cartageně a Cádizu.

## Hlavní projekty

### Letadlové lodě

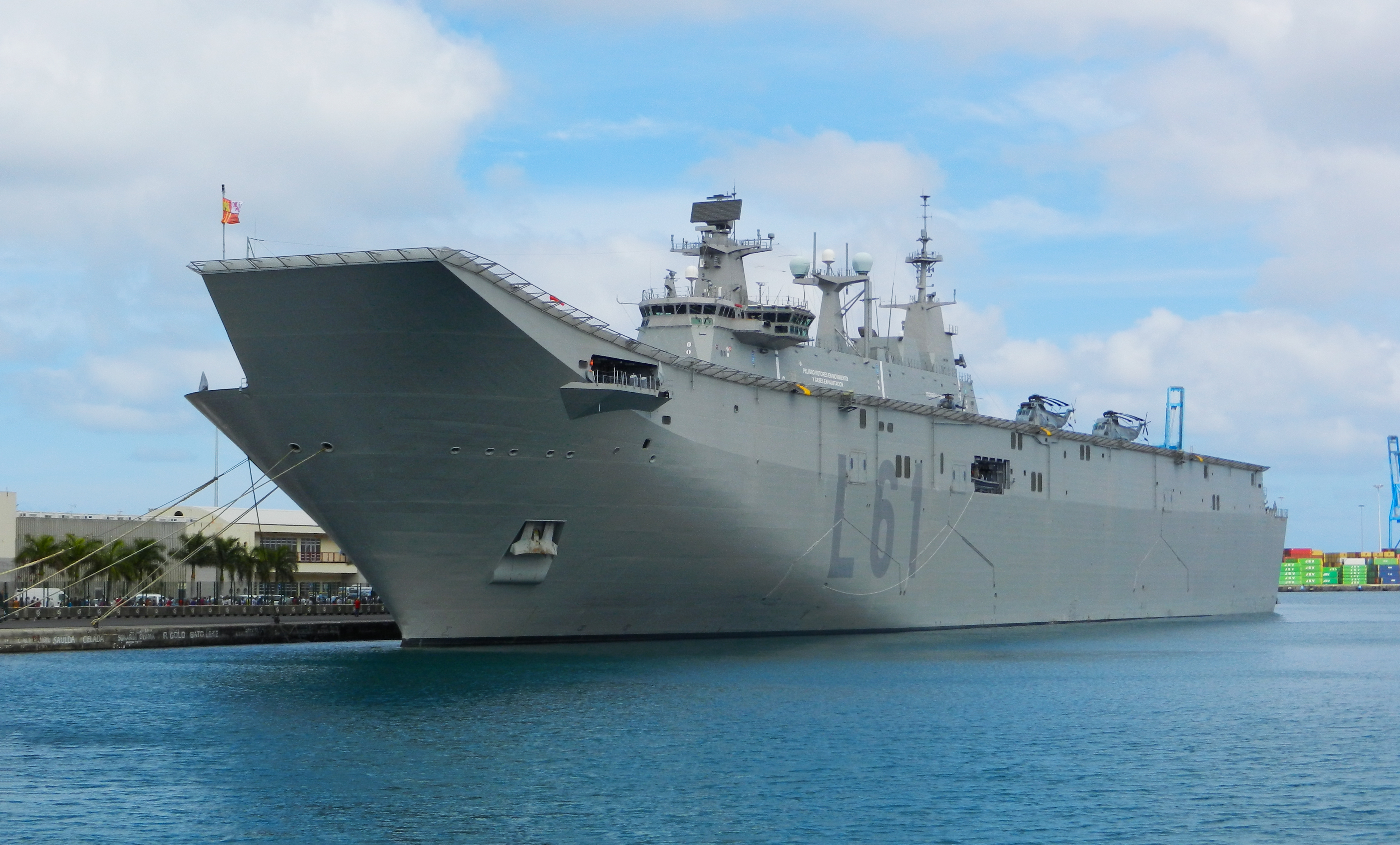
Letadlová loď Juan Carlos I

- Príncipe de Asturias
- Chakri Naruebet
- Juan Carlos I

### Výsadkové lodě
- Třída Canberra
- Třída Galicia
- LCM-1E

### Torpédoborce
- Třída Hobart

### Fregaty

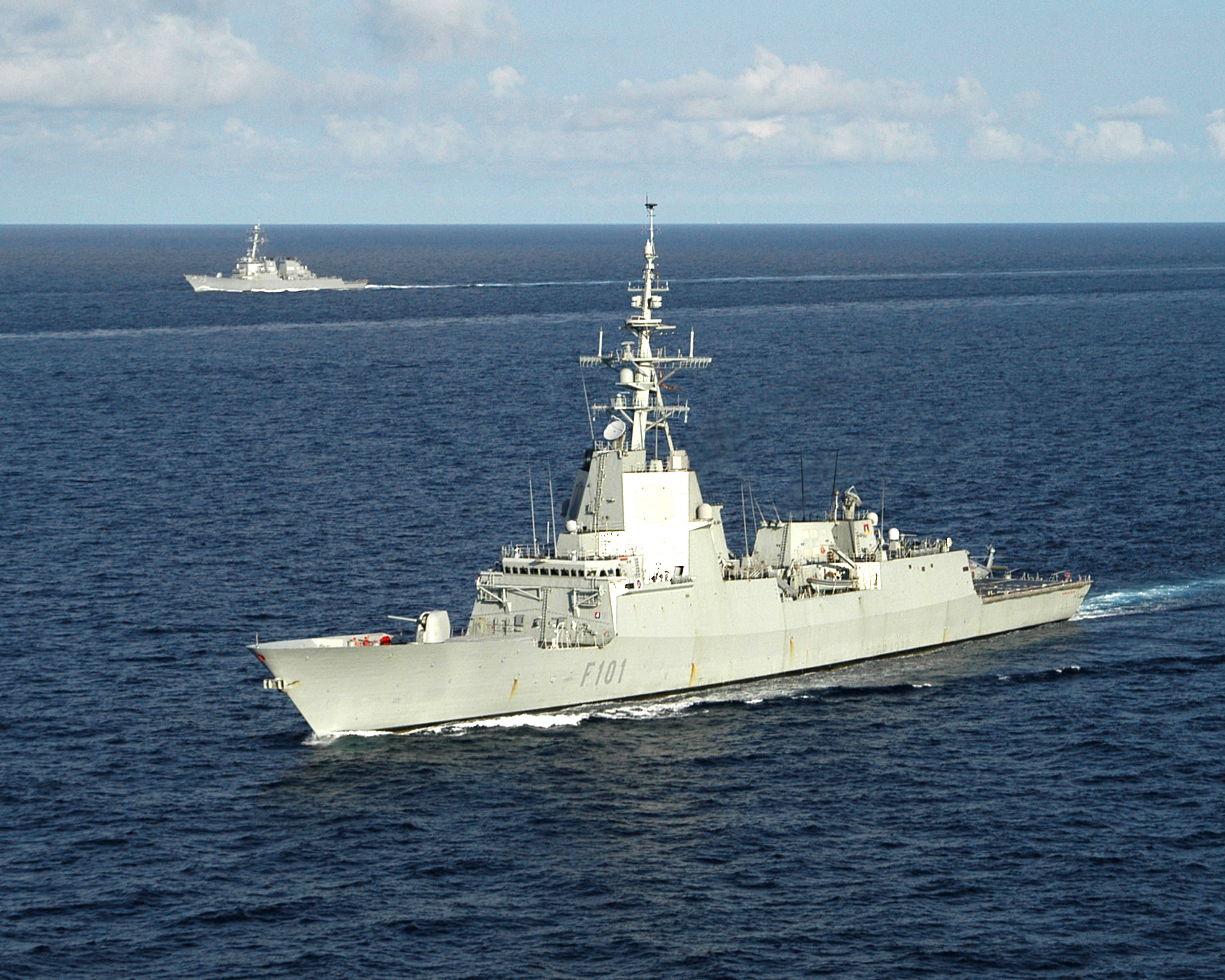
Fregata třídy Álvaro de Bazán

- Třída Bonifaz
- Třída Álvaro de Bazán
- Třída Fridtjof Nansen
- Třída Santa María
- Třída Baleares

### Korvety
- Třída Al Jubail (Avante 2200)
- Třída Descubierta
- Třída Baptista de Andrade
- Třída João Coutinho

### Ponorky
- Třída Scorpène
- Třída Isaac Peral

### Hlídkové lodě
- Třída Meteoro (AVANTE 3000)
- Třída Guaiquerí (AVANTE 2200)
- (502) (AVANTE 1800)
- Třída Guaicamacuto (AVANTE 1400)
- Třída Serviola

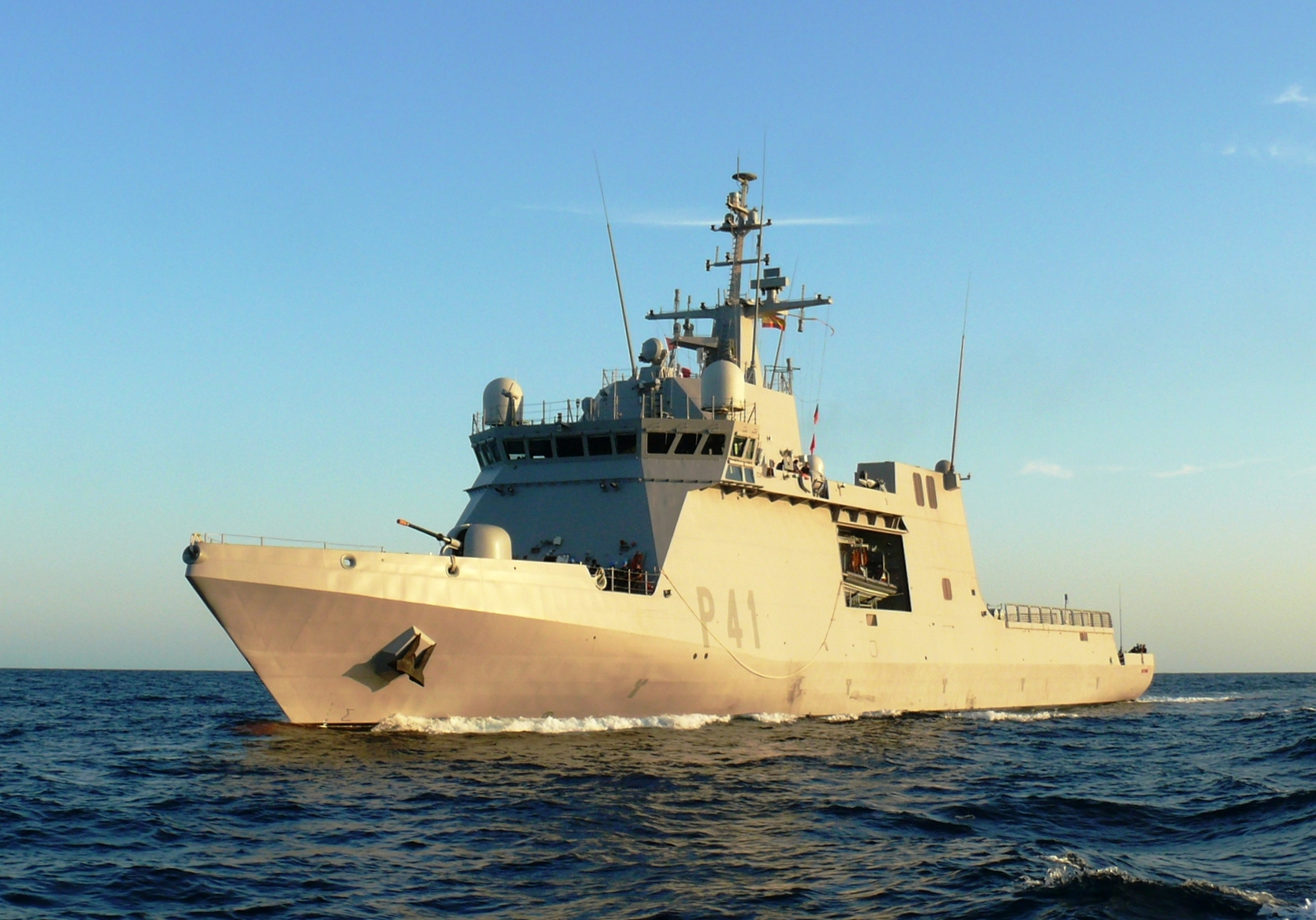
Meteoro (P41)

- Třída Lieutenant De Vaisseau Rabhi
- Třída Uribe
- Třída Conejera

### Zásobovací lodě

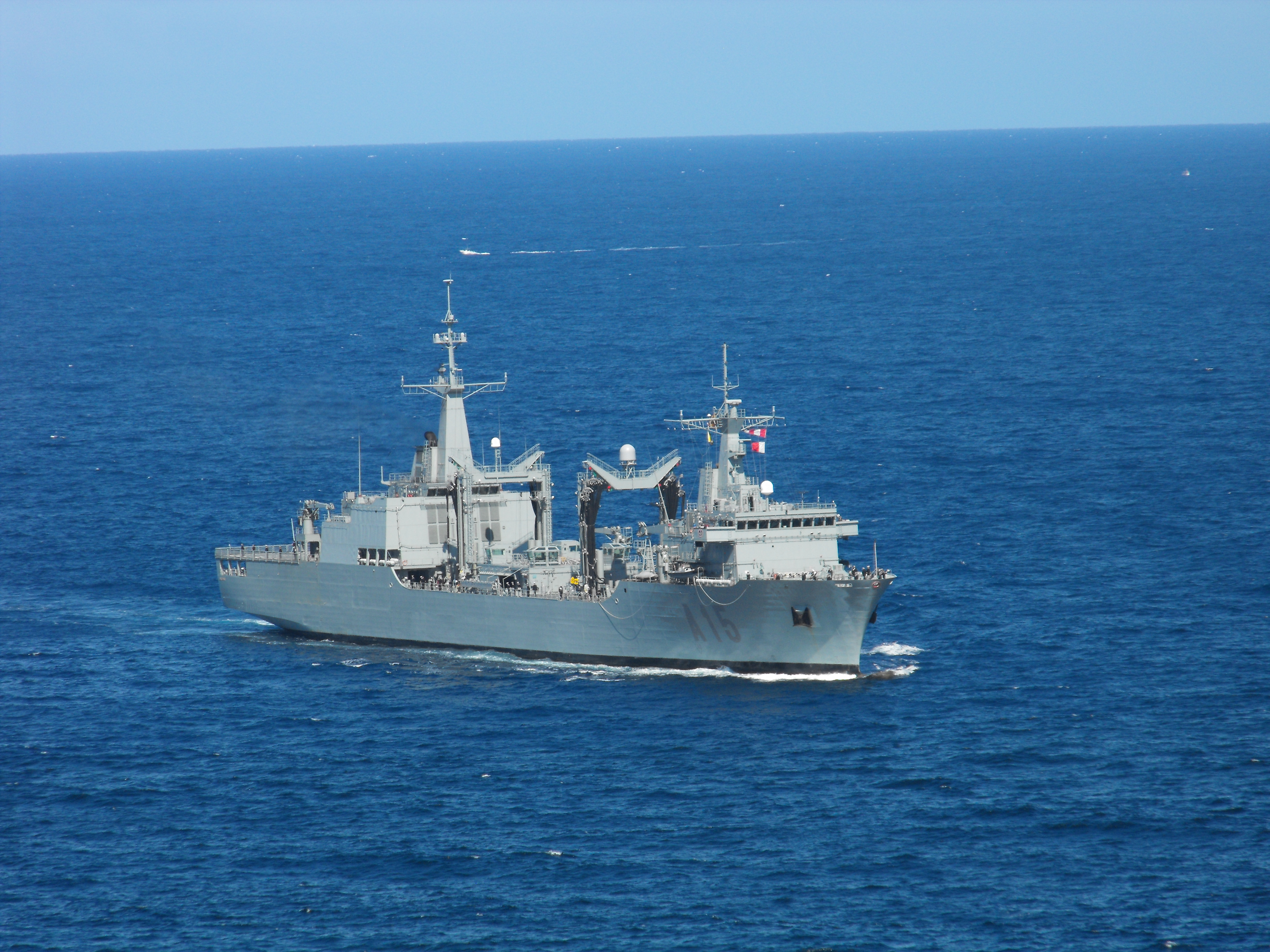
Cantabria (A-15)

- Bojová zásobovací loď – náhrada za Patiño[3]
- Třída Supply
- Cantabria (A-15)
- Patiño (A-14)

### Minolovky
- Třída Segura